# Are druryi
Are druryi är en fjärilsart som beskrevs av Watson och Goodger 1984. Are druryi ingår i släktet Are och familjen björnspinnare. Inga underarter finns listade i Catalogue of Life.